# Ipomoea rupestris
Ipomoea rupestris är en vindeväxtart som beskrevs av Sim.-bianch. och Pirani. Ipomoea rupestris ingår i släktet praktvindor, och familjen vindeväxter. Inga underarter finns listade i Catalogue of Life.